# Drizztius geminensis
Espèce
Drizztius geminensis est une espèce d'araignées aranéomorphes de la famille des Salticidae.

## Distribution
Cette espèce est endémique de la Trinité à Trinité-et-Tobago.

## Publication originale
- Edwards, 2015 : Freyinae, a major new subfamily of Neotropical jumping spiders (Araneae: Salticidae). Zootaxa, no 4036(1), p. 1-87.